# Дрофань Анатолій Павлович
Дрофа́нь Анато́лій Па́влович (17 листопада 1919, м. Прилуки, нині місто Чернігівської області, Україна — 25 травня 1988, Київ, УРСР) — радянсько-український письменник. Член Спілки письменників УРСР від 1958.

## Біографія
Анатолій Дрофань народився в родині залізничника. Через кілька днів після того, як він народився у Прилуках, його батька перевели на роботу до Ічні. Оскільки він не встиг оформити документи про народження сина, то зробив це уже в Ічні. 
1935 року закінчив Ічнянську семирічну школу, після чого продовжив освіту на робітничому факультеті при Ніжинському педагогічному інституті. 1938 року вступив на філологічний факультет Київського університету. У зв'язку з війною закінчив його тільки в 1945 році.
Працював у редакціях республіканських газет «Молодь України», «Колгоспне село» та журналі «Україна».
Друкуватися А. П. Дрофань почав з 1945 року. Першу книжку видав у 1956 році.
З російської мови переклав низку творів Віталія Біанкі, Михайла Алексєєва.
Окремі твори Дрофаня перекладено російською, білоруською, казахською, німецькою мовами.

## Основні видання
- Збірка оповідань для дітей середнього шкільного віку «Журка із Сонцеграда» (1956).
- Збірка сатиричних оповідань «Іменини» (1957).
- Книжка для дітей «Про барона, Мавру і мале вушко» (1959).
- Документальна повість «Коли ми красиві» (1962).
- Збірка оповідань «Троянди» (1963).
- Книжка для дітей «Коли я виросту» (1963).
- Книжка для дітей «Янехо» (1965).
- Збірка оповідань «Альбіон» (1967).
- Збірка оповідань «Земля для квітів» (1968).
- Повість «У кожному камені — іскра» (1971).
- Книжка для дітей «Загадка старої дзвіниці» (1971).
- Повість «Біла криниця» (1975).
- Історичний роман із часів гайдамаччини «Таїна голубого палацу» (1978).
- Збірка оповідань «Сонцелюби» (1979).
- Історико-біографічний роман «Буремна тиша» (1984) — про Степана Васильченка.